# Honorat Koźmiński

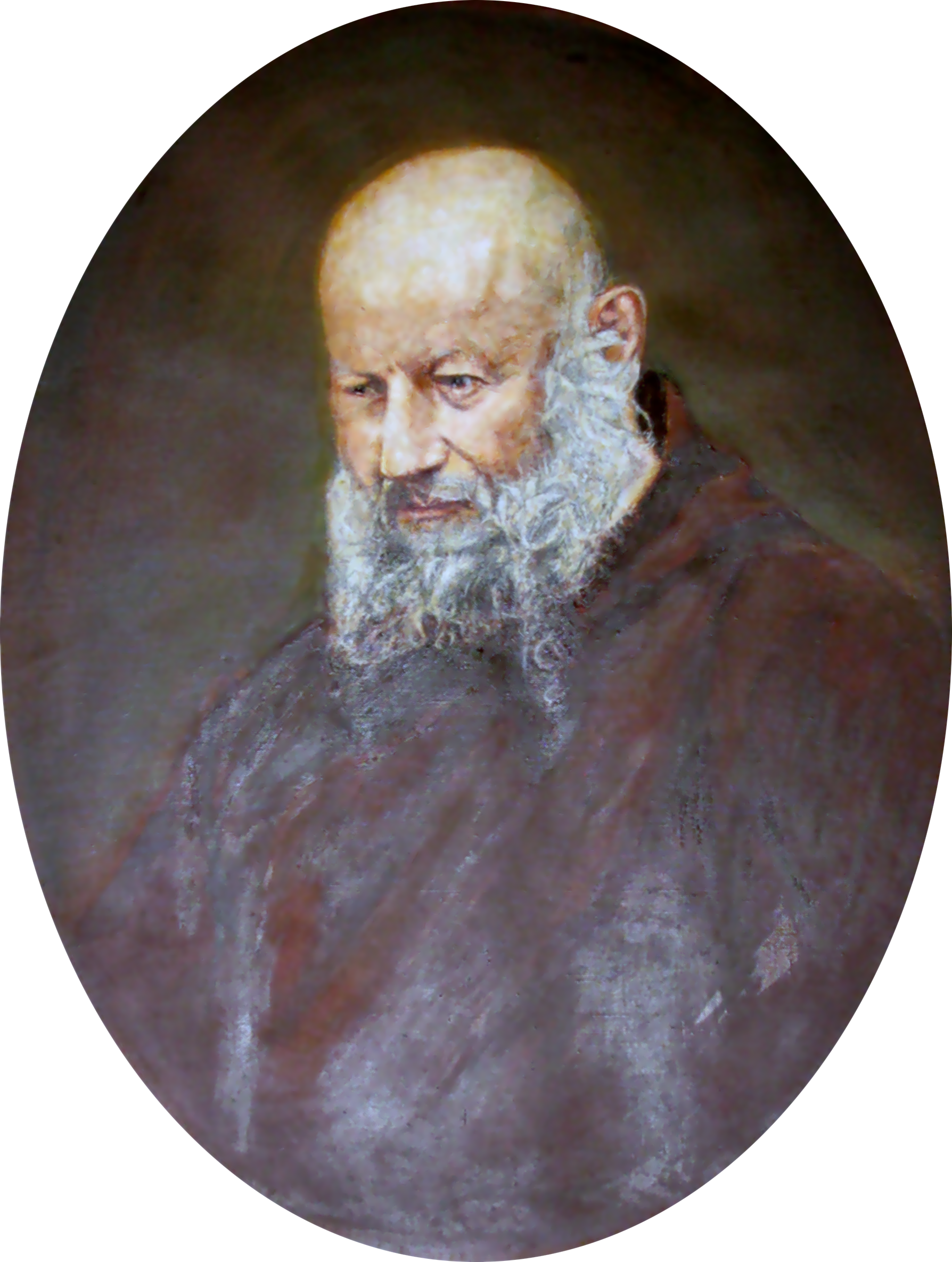

Honorat Koźmiński (* 16. Oktober 1829 in Biała Podlaska; † 16. Dezember 1916 in Nowe Miasto nad Pilicą) war ein polnischer Kapuziner, Theologe und Gründer vieler Klöster. Er wurde am 16. Oktober 1988 von Papst Johannes Paul II. seliggesprochen.

## Leben und Wirken
Koźmiński war der zweite Sohn von Stefan und Aleksandra de domo Kahl. Zur Grundschule ging er in Biała Podlaska, zum Gymnasium in Płock. In seiner Schulzeit durchlebte er eine Glaubenskrise und verlor den Glauben, erlangte ihn aber am 15. August 1846 wieder. Das Gymnasium beendete Koźmiński im Alter von nicht einmal 15 Jahren. Vier Jahre lang studierte er auf Anregung des Vaters an der Abteilung Bauwesen der Schule der Schönen Künste in Warschau. Die Ochrana verhaftete ihn am 23. April 1846 wegen antirussischer Verschwörung und lieferte ihn in das Gefängnis im X. Pavillon der Zitadelle Warschau ein. Dort erkrankte er an Typhus und wurde aufgrund seines schlechten Gesundheitszustandes am 27. Februar 1847 wieder entlassen.
Am 21. Dezember 1848 trat er in das Kapuzinerkloster in Lubartów ein. Die einfachen Gelübde legte er am 21. Dezember 1849 ab und ging dann zum Studium der Philosophie nach Lublin. Die feierliche Profess legte er am 18. Dezember 1850 ab. 1851 begann er an der Universität Warschau mit dem Studium der Theologie. Das theologische Studium beendete er am 18. Februar 1852 und lehrte dann Rhetorik. Am 27. Dezember 1852 empfing er die Priesterweihe vom Erzbischof von Warschau, Antoni Fijałkowski. In den Jahren 1852–1855 lehrte P. Koźmiński in Warschau Theologie. 1855 gründete er dort mit Maria Angela Truszkowska die Schwestern vom hl. Felix von Cantalice, einen franziskanischen dritten Orden.
In der Folge des Januaraufstands ließ die russische Regierung alle Klöster auf. Nach der Vertreibung der Kapuziner aus Warschau wohnte P. Koźmiński in Zakroczym und von 1892 bis 1916 in Nowe Miasto nad Pilicą. Mit dem Ziel der Umgehung des russischen Verbots begann Koźmiński in Kongresspolen heimlich Drittordensgemeinschaften des hl. Franziskus zu gründen (sogenannte  „Verborgene“). In den Jahren 1872–1898 gründete er vierzehn solche Gemeinschaften für Schwestern. Ihre Aufgaben sollten die Förderung der Frömmigkeit, Werke der Nächstenliebe und apostolische Werke in Familien, Fabriken, Spitälern sein. Aus einem dieser Zusammenschlüsse, der Gemeinschaft der Gottesschwestern der heiligen Mutter Klara, entwickelten sich die Mariaviten, gegründet durch Sr. Feliksa Kozłowska, deren Beichtvater P. Koźmiński war. Er bemühte sich beim Heiligen Stuhl um eine Anerkennung dieser Gemeinschaften. Unter anderen rief er damals die Vereinigung der Serafitenschwestern in Warschau ins Leben. In den Jahren 1859–1862 gehörte P. Koźmiński dem Konvent eines Warschauer Klosters an. 1895 wurde er Generalkommissar der Kapuziner in der Kirchenprovinz Polen. Am 16. Oktober 1988, im 10. Jahr seines Pontifikats, sprach Papst Johannes Paul II. P. Honorat Koźmiński selig.
| Personendaten    | Personendaten                             |
| ---------------- | ----------------------------------------- |
| NAME             | Koźmiński, Honorat                        |
| ALTERNATIVNAMEN  | Koźmiński, Florentyn Wacław (Geburtsname) |
| KURZBESCHREIBUNG | polnischer Kapuziner und Theologe         |
| GEBURTSDATUM     | 16. Oktober 1829                          |
| GEBURTSORT       | Biała Podlaska                            |
| STERBEDATUM      | 16. Dezember 1916                         |
| STERBEORT        | Nowe Miasto nad Pilicą                    |